# "Heroes"
"Heroes" é o décimo segundo álbum de estúdio do músico britânico David Bowie, lançado em 1977. Segundo disco de sua "Trilogia de Berlim", com Brian Eno, "Heroes" desenvolveu o som de Low em uma direção mais positiva. Dos três álbuns, é o mais condizente com a denominação "de Berlim", sendo o único inteiramente gravado lá.

## Produção e estilo
Gravado no Hansa Tonstudio, na Berlim Ocidental, "Heroes" reflete o zeitgeist da Guerra Fria, simbolizada pela cidade dividida. O coprodutor Tony Visconti o considerou "uma das minhas últimas grandes aventuras na criação de álbuns. O estúdio ficava a cerca de 500 jardas [457 metros] do muro. Guardas da Volkspolizei ficavam olhando a janela da nossa sala de controle com com binóculos poderosos". David Bowie novamente prestou homenagens à suas influências de Krautrock: o título faz uma referência à faixa "Hero" no álbum Neu!75 da banda alemã Neu! - cujo guitarrista, Michael Rother, fora originalmente escalado para tocar no álbum - enquanto "V-2 Schneider" foi inspirada por Florian Schneider, do Kraftwerk. Em 1977, Kraftwerk mencionara Bowie na faixa-título de Trans-Europa Express.
Brian Eno chamou Robert Fripp e o convidou para tocar a guitarra no álbum. Fripp, que se considerara aposentado da música, disse: "Bem, não sei, porque não toco há três anos, mas se você está preparado para arriscar, então também estou." Ao chegar no estúdio, cansado por causa do seu voo de vinda, ele tocou na faixa "Beauty and the Beast" e a primeira gravação foi usada no versão final da canção.
Apesar de "Heroes" ter continuado a exploração de Bowie da música ambiente e ter incluído instrumentais obscuros e atmosféricos como "Sense of Doubt" e "Neuköln", o álbum foi visto como uma expressão artística altamente positiva e apaixonada, particularmente após o melancólico Low. A letra de "Joe the Lion", escrita e gravada no microfone "em menos de uma hora", segundo Visconti, simboliza o caráter improvisador do disco.

## Lançamento e impacto
| Críticas profissionais                                                      | Críticas profissionais |
| Avaliações da crítica                                                       | Avaliações da crítica  |
| Fonte                                                                       | Avaliação              |
| --------------------------------------------------------------------------- | ---------------------- |
| Allmusic                                                                    | [ 11 ]                 |
| Blender                                                                     | [ 12 ]                 |
| Robert Christgau                                                            | (B+)                   |
| Rolling Stone                                                               | (favorável)            |
| RS Album Guide                                                              | [ 15 ]                 |
| Esta tabela precisa de ser acompanhada por texto em prosa. Consulte o guia. |                        |

"Heroes" foi comercializado pela RCA com o bordão "Há a Old Wave. Há a New Wave. E há David Bowie…". O álbum obteve avaliação positiva da crítica no final de 1977, sendo que tanto a Melody Maker como a NME o nomearam "Álbum do Ano". "Heroes" alcançou n°3 no Reino Unido e ficou por três semanas nos charts, mas foi menos bem-sucedido nos EUA, onde só chegou ao n°35. Na Alemanha, foi lançado como "Heroes"/"Helden", com letras parcialmente cantadas em alemão. O álbum tem uma influência contínua: John Lennon disse que, ao fazer seu álbum Double Fantasy, em 1980, sua ambição era a de "fazer algo tão bom quanto "Heroes"."
Várias faixas foram tocadas ao vivo nos shows de Bowie no ano seguinte, a Low and Heroes World Tour, gravada em vídeo como Stage (1978). Philip Glass adaptou uma suíte clássica, "Heroes" Symphony, baseada no álbum, ao lado da anterior Low Symphony. Vários artistas fizeram versões da faixa-título, que também é frequentemente utilizada no bis de King Crimson, enquanto "The Secret Life of Arabia" foi cantada por Billy Mackenzie em 1982, no disco Music of Quality and Distinction da British Electric Foundation. Várias faixas foram usadas no filme Christiane F.. Bowie participou como si mesmo no filme.

## Capa
A foto da icónica capa foi inspirada pelos trabalhos do artista alemão Erich Heckel, em particular a obra Roquairol, que também serviu de modelo para a capa de The Idiot, de Iggy Pop, que colaborou com Bowie e foi lançado no mesmo ano de "Heroes".
A capa do álbum de Bowie The Next Day, de 2013, é uma versão alterada e obscurecida da capa de "Heroes".

## Faixas
Todas as letras de David Bowie; todas as melodias de David Bowie, exceto as anotadas.
Lado A
1. "Beauty and the Beast" – 3:32
2. "Joe the Lion" – 3:05
3. "'Heroes'" (Bowie, Brian Eno) – 6:07
4. "Sons of the Silent Age" – 3:15
5. "Blackout" – 3:50

Lado B
1. "V-2 Schneider" – 3:10
2. "Sense of Doubt" – 3:57
3. "Moss Garden" (Bowie, Eno) – 5:03
4. "Neuköln" (Bowie, Eno) – 4:34
5. "The Secret Life of Arabia" (Bowie, Eno, Carlos Alomar) – 3:46